# گربه آنقره

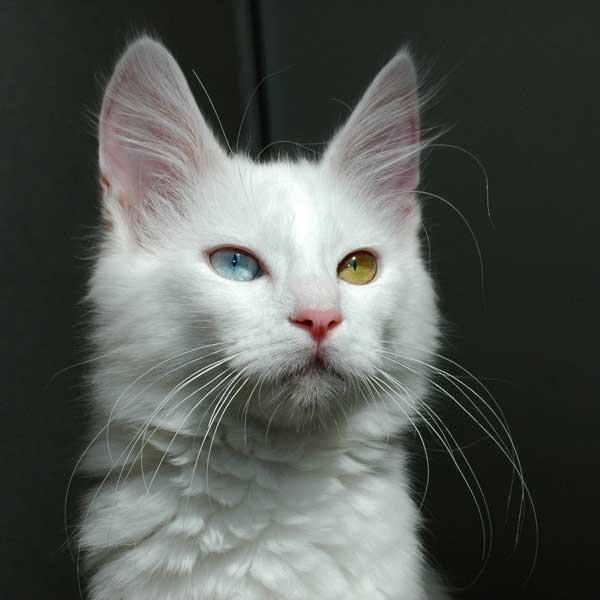

گربهٔ آنقره یکی از نژادهای گربهٔ اهلی است، این نژاد از قدیمی‌ترین گربه‌هایی است که به وجود آمدنِ آنها به صورت طبیعی اتفاق افتاده‌است و زادگاه آنها در ترکیهٔ مرکزی، در ناحیهٔ آنکارا است که سابق به آن آنقره می‌گفتند.